# Eric Gill
Arthur Eric Rowton Gill (Brighton, 22 de fevereiro de 1882 — Hillingdon, 17 de novembro de 1940) foi um dos mais importantes tipógrafos do século XX, além de ter se dedicado a escultura, ilustração e a gravura. Uma das suas principais contribuições ao design gráfico foi a criação da tipografia Gill Sans, que teve grande influência na história da tipografia britânica.

## Biografia
Gill nasceu em Brighton, Sussex. Em 1902 ele estudou lettering com o renomado tipografo Edward Johnson no Central School of Arts and Crafts em Londres. Johnson foi responsável pelo retorno do uso do lettering formal na Inglaterra. Enquanto Johnson valorizava a caligrafia, Gill usou o que tinha aprendido para desenvolver o desenho de letras em pedra.
Gill não se considerava um artista, mas um artesão, conceito compatível com a tradição do medievalismo britânico do Movimento das Artes e Ofícios, que teve um papel crucial no desenvolvimento do design moderno.
Em 1913 abandonou a Igreja Anglicana e se converteu ao catolicismo, ao longo da vida, escreveu vários ensaios sobre a relação entre religião e arte. Em 1925, Gill foi convidado pelo célebre tipógrafo Stanley Morison a ser consultor da Monotype, onde criou a tipografia Perpetua, com um belo desenho clássico, seguindo a tradição da Caslon e Baskerville (duas importantes famílias tipográficas britânicas). Em 1927 Gill criou a Gill sans, também para a Monotype, uma adaptação da fonte sem serifa do metrô de Johnson. Gill Sans se tornou a fonte sem serifa mais popular na Inglaterra, na primeira metade do século XX.
Gill se associou ao movimento das private presses inglesas, em especial o Golden Cockerel Press onde trabalhou no notável The Four Gostels (1931). Nesse livro podemos perceber a união perfeita de tipografia e imagem. Através da técnica da xilogravura, Gill cria célebres ilustrações em que figuras alongadas interagem com letras desenhadas à mão, fazendo referência às iluminuras medievais. Gill também é conhecido como um mestre do desenho erótico.
O excêntrico Eric Gill, que costumava usar uma bata de padre, mas ficando nu por baixo. Na biografia escrita por Fiona MacCarthy, ela relata as contradições de Gill, pois em sua vida privada ele teria realizado adultério, incesto e abuso sexual de menores e, em seu diário, há famosas passagens em que descreve suas relações com seu cachorro. Ele era um católico fervoroso com uma sexualidade complicada.
Eric Gill foi uma das figuras mais importantes da moderna tipografia britânica. Destaques desse movimento são Stanley Morison, Edward Johnson, Beatrice Warde, entre outros.

## Famílias tipográficas
Fontes:
- Gill Sans (1927–1930): Uma das mais famosas criações de Eric Gill, esta fonte sem serifa é conhecida por sua clareza e legibilidade. Foi inspirada pela tipografia utilizada no metrô de Londres, criada por Edward Johnston. Gill Sans se tornou uma das fontes mais populares na Grã-Bretanha, especialmente para uso em sinalização e design gráfico.
- Perpetua (1929–1930): Esta fonte serifada clássica foi criada para a Monotype Corporation. Perpetua é conhecida por seu estilo elegante e refinado, seguindo a tradição de outras fontes britânicas como Caslon e Baskerville. É frequentemente usada em textos literários e editoriais devido à sua legibilidade.
- Golden Cockerel Roman (1929): Desenvolvida para a Golden Cockerel Press, esta fonte foi usada em várias edições de livros de alta qualidade. Combina características de tipografia clássica com a estética do movimento das private presses, que enfatizava a qualidade artesanal.
- Solus (1929): Outra fonte serifada, Solus é menos conhecida que Perpetua, mas ainda é apreciada por seu design sólido e funcional. É utilizada em uma variedade de contextos, desde textos impressos a designs gráficos.
- Joanna (1930–1931): Baseada no trabalho do tipógrafo francês Robert Granjon, Joanna é uma fonte serifada com um toque moderno. É famosa por sua clareza e foi usada por Gill em muitos de seus próprios livros impressos. É uma das preferidas para composição tipográfica de alta qualidade.
- Aries (1932): Uma fonte serifada com um design delicado e refinado. Menos conhecida que outras criações de Gill, Aries ainda demonstra sua habilidade em criar tipografias elegantes e legíveis.
- Floriated Capitals (1932): Esta é uma série de capitulares ornamentadas, usadas para iniciar parágrafos ou capítulos em textos decorativos. Elas são caracterizadas por desenhos florais complexos.
- Bunyan (1934): Uma fonte serifada com um design robusto. Foi usada em várias publicações durante a década de 1930.
- Pilgrim (1934, versão de Bunyan 1953): Originalmente desenhada como uma variação de Bunyan, Pilgrim foi refinada e lançada em 1953. Ela mantém as qualidades robustas de Bunyan, mas com ajustes que a tornaram mais versátil para diferentes usos tipográficos.
- Jubilee (1934): Criada para comemorar o jubileu da Monotype Corporation, esta fonte serifada combina tradição e modernidade. É conhecida por sua elegância e legibilidade.
- Fat Paddle (1935): Uma fonte experimental que também foi conhecida pelo nome "Shitass". Esta fonte foi menos convencional e mais ousada, refletindo o lado excêntrico e experimental de Gill. Ela é menos comum em uso comercial, mas mostra a variedade do trabalho de Gill.

## Obras publicadas

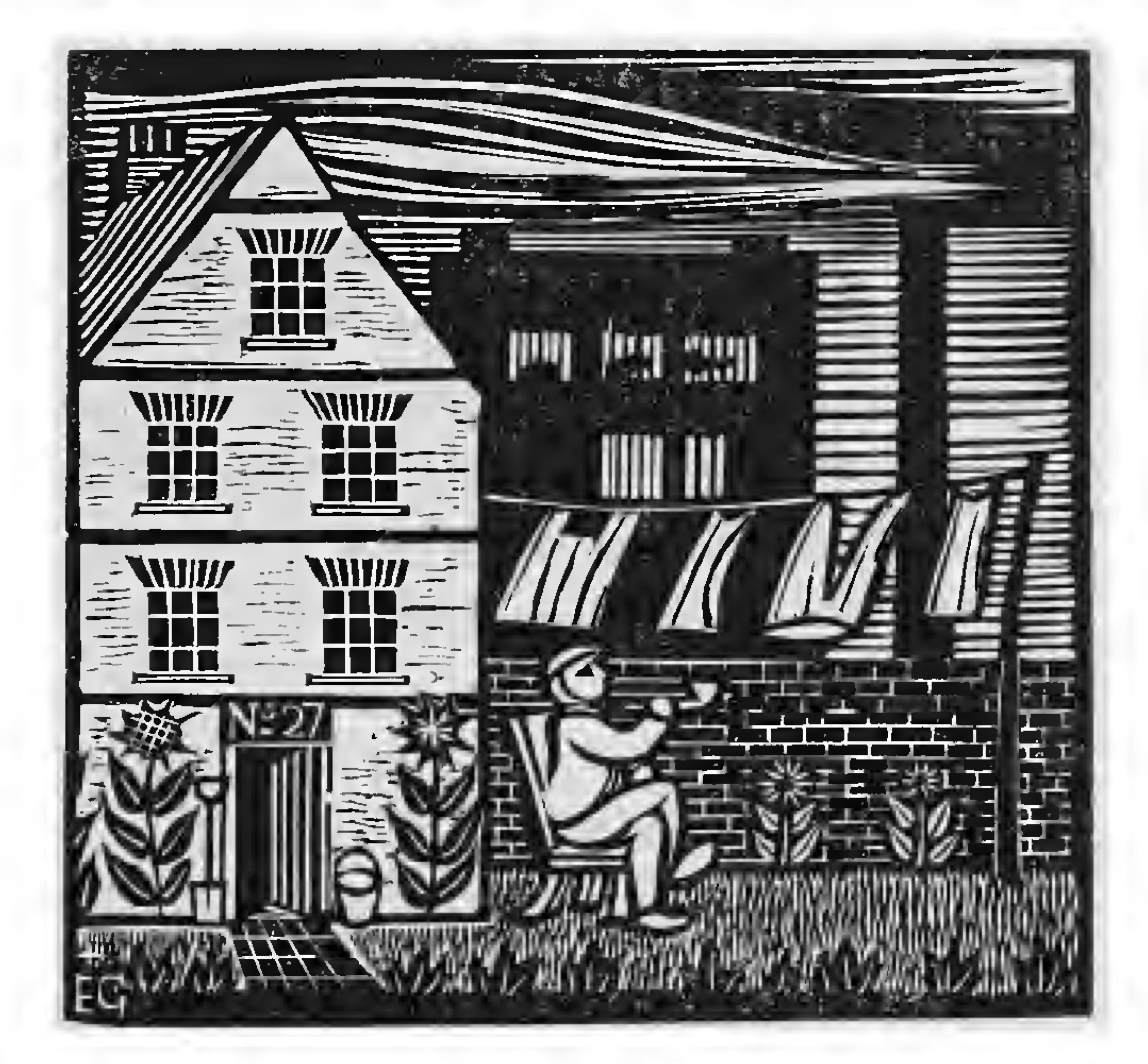
Ilustração do livro The Devil's devices, ou, Control versus Service de Hilary Pepler, 191

Gill publicou numerosos ensaios sobre a relação entre arte e religião, e uma série de gravuras eróticas.
Os escritos publicados por Gill incluem:
- Christianity and Art, 1927

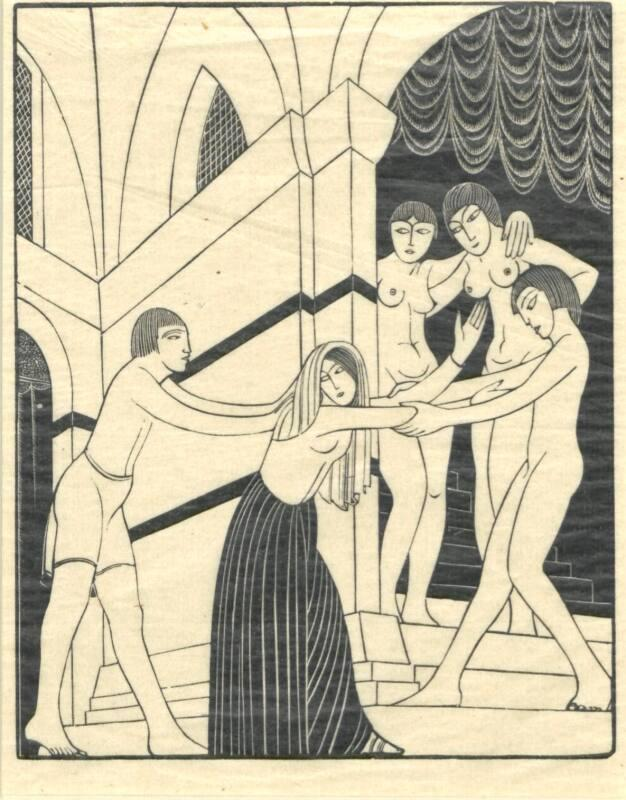
Cânticos de Salomão

- Art-nonsense and other essays, Cassell 1929 (edição de bolso 1934)
- Clothes: An Essay Upon the Nature and Significance of the Natural and Artificial Integuments Worn by Men and Women, 1931[6]
- An Essay on Typography, 1931[7]
- Beauty Looks After Herself, 1933
- Unemployment, 1933
- Money and Morals, 1934
- Art and a Changing Civilization, 1934
- Work and Leisure, 1935
- The Necessity of Belief, 1935
- Work and Property, 1937[8]
- Work and Culture, Journal of the Royal Society of Arts, 1938
- Twenty-five nudes, 1938[9]
- And Who Wants Peace?, 1938
- Sacred and Secular, 1940
- Autobiography: Quod Ore Sumpsimus[10]
- Notes on Postage Stamps[11]
- Christianity and the Machine Age, 1940.[12]
- On the Birmingham School of Art, 1940
- Last Essays, 1943
- A Holy Tradition of Working: passages from the writings of Eric Gill 1983.[13]

Gill forneceu xilogravuras e ilustrações para vários livros, incluindo:
- Gill, Eric (1925). Song of Songs. Waltham St. Lawrence, Berkshire: Golden Cockerel Press
- The Four Gospels. [S.l.]: Golden Cockerel Press. 1931 Edição fac-símile publicada por Christopher Skelton na September Press, Wellingborough, 1987.
- Chaucer, Geoffrey (1932). Troilus and Criseyde. Traduzido por Krapp, George Philip. New York: Literary Guild
- Shakespeare, William (1939). Henry the Eighth. New York: Limited Editions Club
- The Passion of Our Lord Jesus Christ, according to the four evangelists. Hague & Gill Printers. 1934 Faber & Faber

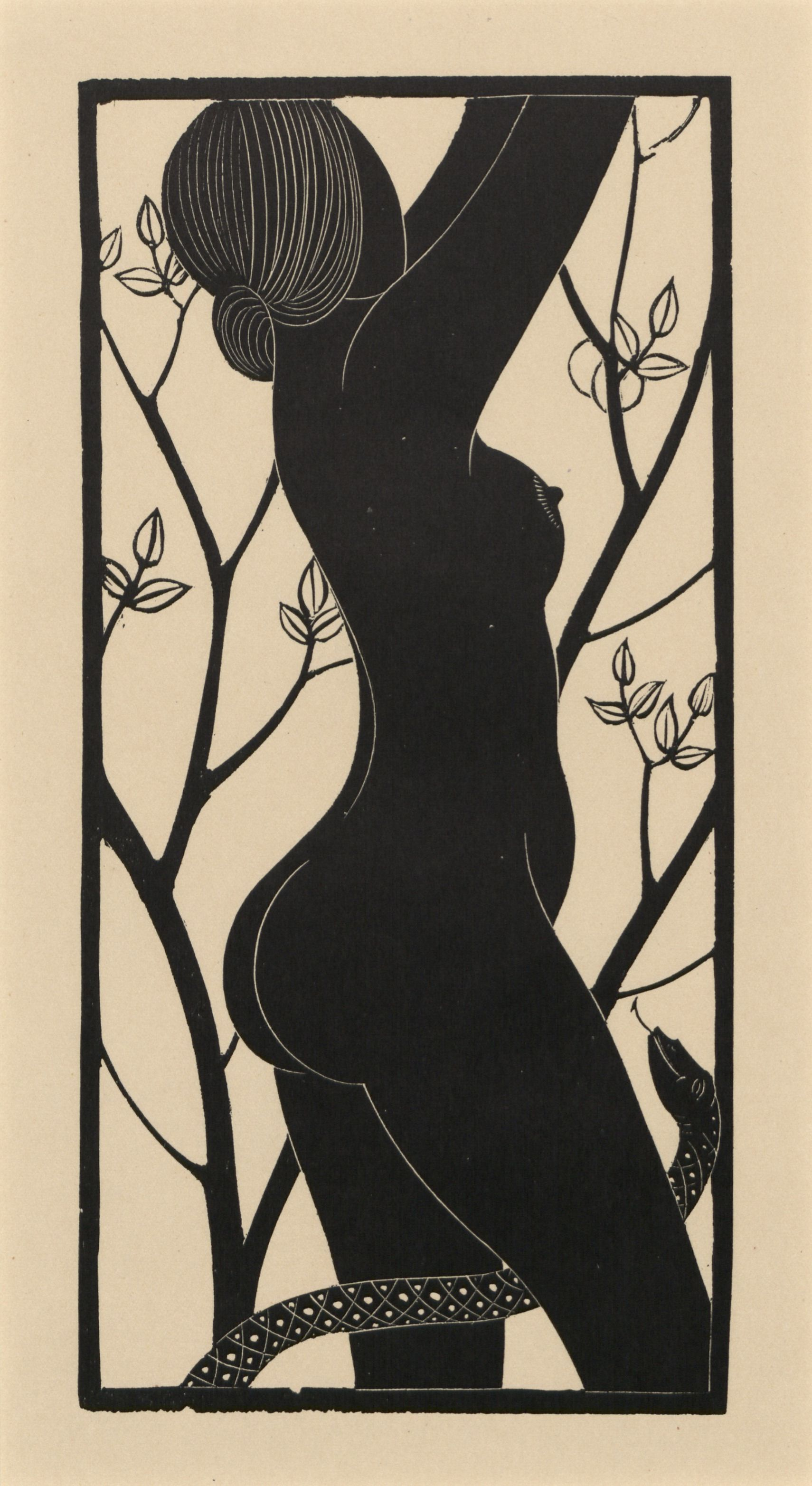
Véspera, 1926
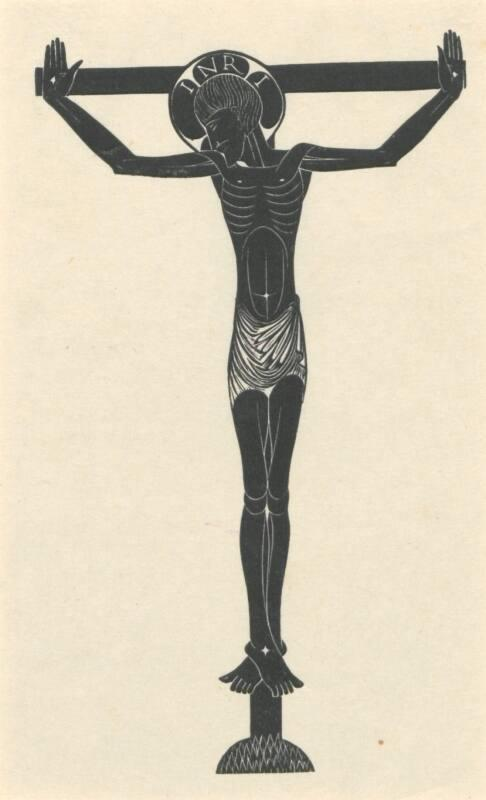
Cristo na Cruz
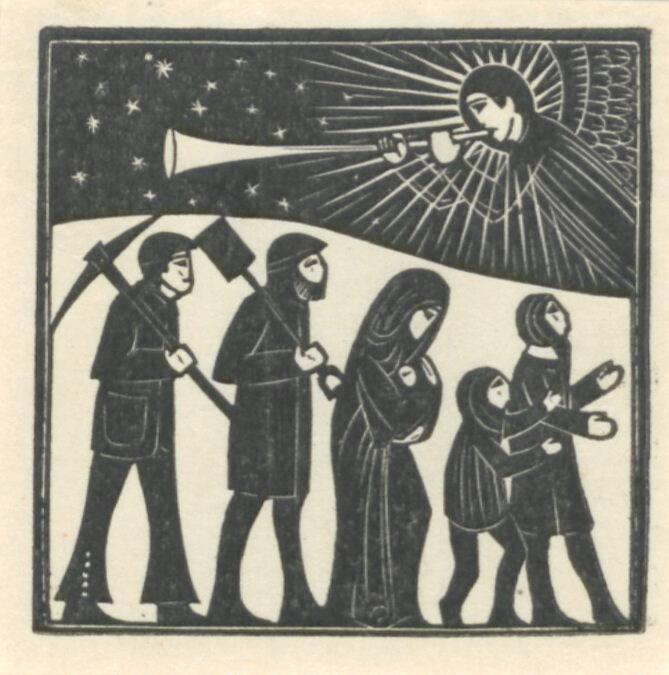
Trompete dos Anjos
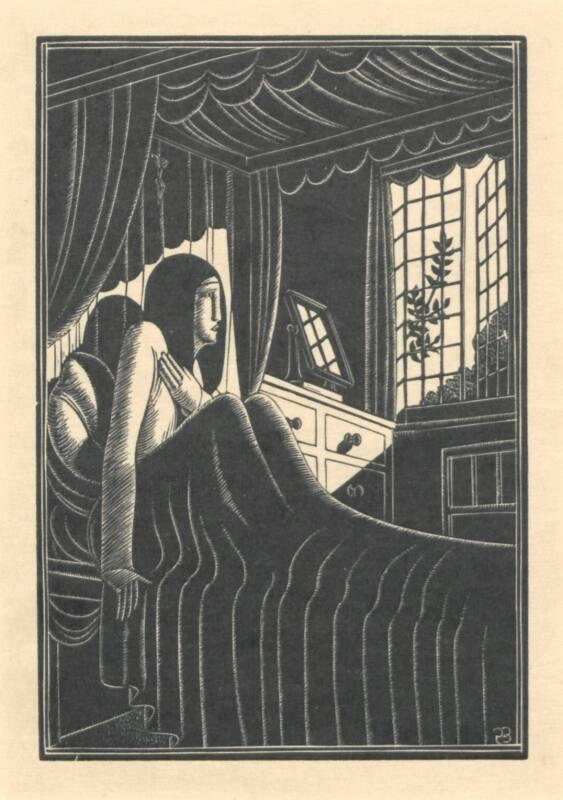
Autumn Midnight, c. 1923
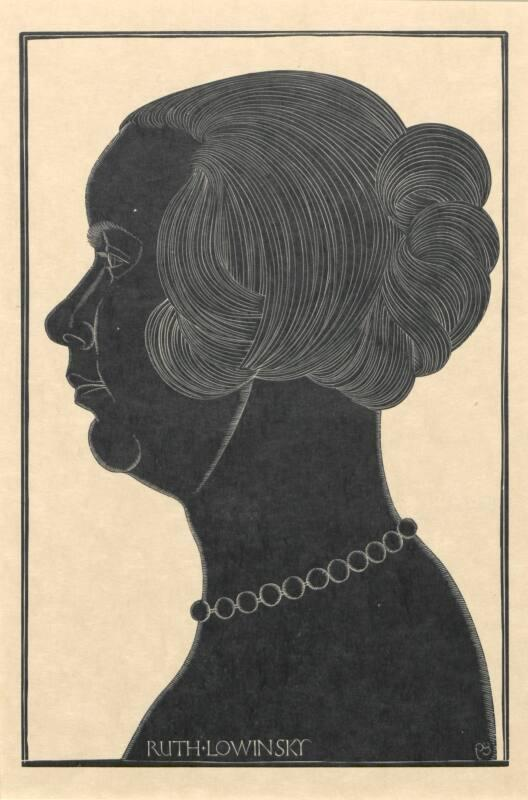
Mrs Ruth Lowinsky